# 鉀鎂煌斑岩

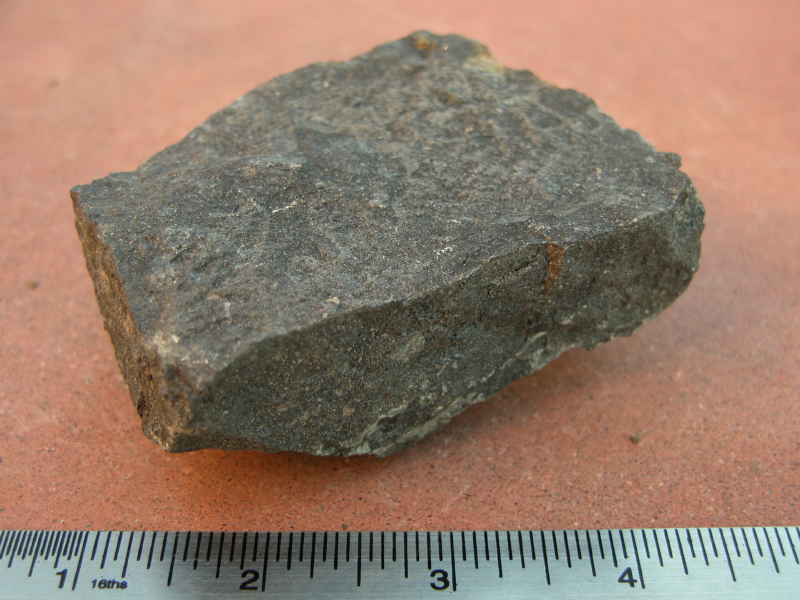
Photograph of sample of Lamproite.

鉀鎂煌斑岩（Lamproites）是超鉀質地函性火成岩，可能是喷出岩或半深成岩。鉀鎂煌斑岩具有低含量CaO、Al2O3、Na2O、高含量K2O/Al2O3，以及相對高含量的MgO，並含有許多不相容成分。
鉀鎂煌斑岩分布範圍很廣，但是體積都不大。鉀鎂煌斑岩不像金伯利岩僅僅存在於上古大陸，而是廣泛分布在不同年齡的地塊，從太古宙的澳大利亞西部，到元古宙和中生代的的西班牙南部。岩石的年齡也差異頗大，從元古宙到更新世都有，目前已知年輕的樣品約有56,000±5,000歲。
鉀鎂煌斑岩的形態學相當多樣，可以管狀、柱狀，或錐狀表現。

## 岩石學
鉀鎂煌斑岩是由地下超過150公里深的一部分熔融地函形成。熔融的物質被推到地表面形成火山筒，同時在斜方輝石橄欖岩或榴輝岩中夾帶一些捕虏岩和鑽石，其中的鑽石相對穩定。
最近的研究和鉛-鉛同位素地球化學顯示，鉀鎂煌斑岩可能源自隱沒帶岩石圈，在衝入過渡區後受熱融化，熔岩則被困在地函基部。這種觀察也使熔融深度與特殊的地球化學相一致，這是最容易通過在深地幔條件下熔化的原始材料來解釋的。

## 礦物學
鉀鎂煌斑岩在礦物學上是被奇特的地球化學所控制，具有罕見優勢的稀有缺二氧化矽礦物， 以及稀有地函產生礦物。
典型的鉀鎂煌斑岩礦物包括︰鎂質橄欖石、多鐵白榴石、多鈦少铝金雲母、含钾多钛錳閃石、少铝透輝石和多鐵透長石。出現各種罕见的微量礦物质。該岩石钾含量高，具有6至8%的氧化钾。鉻和鎳含量高也是典型的。該岩石通常會有滑石粉，並摻雜碳酸盐或蛇纹石、绿泥石、磁鐵礦等。也可能出現沸石和石英。

## 經濟上的重要性
隨著1979年發現西澳大利亞的阿蓋爾鑽石礦，鉀鎂煌斑岩的經濟價值變得越來越高。這一發現導致了全世界其他已知鉀鎂煌斑岩的深入研究和重新評估；以前只有金伯利岩管被認為是經濟上可行的鑽石來源。